# Androcymbium burkei
Androcymbium burkei är en tidlöseväxtart som beskrevs av John Gilbert Baker. Androcymbium burkei ingår i släktet Androcymbium och familjen tidlöseväxter. Inga underarter finns listade i Catalogue of Life.